# Pobjenik
Pobjenik – wieś w Chorwacji, w żupanii bielowarsko-bilogorskiej, w mieście Čazma. W 2011 roku liczyła 215 mieszkańców.